# Stenopogon rufibarbis
Stenopogon rufibarbis är en tvåvingeart som beskrevs av Stanley Willard Bromley 1931. Stenopogon rufibarbis ingår i släktet Stenopogon och familjen rovflugor. Inga underarter finns listade i Catalogue of Life.